# Lace and Whiskey
Lace and Whiskey je desáté studiové album (třetí sólové) amerického hard rockového zpěváka Alice Coopera. Album bylo vydané v roce 1977 a prodokuval jej Bob Ezrin.

## Seznam skladeb
Všechny skladby napsali Alice Cooper, Dick Wagner a Bob Ezrin, pokud není uvedeno jinak.
| Pořadí | Název                               | Autor          | Délka |
| ------ | ----------------------------------- | -------------- | ----- |
| 1.     | It's Hot Tonight                    |                | 3:21  |
| 2.     | Lace and Whiskey                    |                | 3:14  |
| 3.     | Road Rats                           |                | 4:51  |
| 4.     | Damned If You Do                    |                | 3:14  |
| 5.     | You and Me                          | Cooper, Wagner | 5:07  |
| 6.     | King of the Silver Screen           |                | 5:35  |
| 7.     | Ubangi Stomp                        | Underwood      | 2:12  |
| 8.     | "(No More) Love at Your Convenience |                | 3:49  |
| 9.     | I Never Wrote Those Songs           |                | 4:34  |
| 10.    | My Good                             |                | 5:40  |

## Sestava
- Alice Cooper - zpěv
- Dick Wagner - kytara, zpěv
- Steve Hunter - kytara
- Bob Babbitt - baskytara
- Tony Levin - baskytara
- Prakash John - baskytara
- Allan Schwartzberg - bicí
- Jim Gordon - bicí
- Jimmy Maelen - perkuse
- Josef Chirowski - klávesy
- Bob Ezrin - klávesy
- Al Kooper - piáno
- Allan MacMillan - piáno
- Venetta Fields - zpěv
- Julia Tillman Waters - zpěv
- Ernie Watts - klarinet, tenor saxofon
- Lorna Willard - zpěv
- Julia Tillman - zpěv